# قشلاق ادی شیرین
قشلاق ادی شیرین یک روستا در ایران است که در استان اردبیل واقع شده‌است.